# Liste der Stolpersteine in Zschopau
Die Liste der Stolpersteine in Zschopau enthält die Stolpersteine, die vom Kölner Künstler Gunter Demnig in der Großen Kreisstadt Zschopau im Erzgebirgskreis in Sachsen verlegt wurden. Stolpersteine erinnern an das Schicksal der Menschen, die von den Nationalsozialisten ermordet, deportiert, vertrieben oder in den Suizid getrieben wurden. Sie liegen im Regelfall vor dem letzten selbst gewählten Wohnsitz des Opfers.
Die ersten Verlegungen in Zschopau erfolgten am 3. November 2009 durch den Künstler persönlich.
Anmerkung: Die korrekte Schreibweise des Familiennamens lautet Motulsky, irrtümlicherweise wurde an einigen Stellen die Schreibweise Motulski verwendet.

## Liste der Stolpersteine
In Zschopau wurden fünf Stolpersteine an zwei Adressen verlegt.
| Stolperstein | Inschrift | Verlegeort                                                           | Name, Leben |
| ------------ | --- | -------------------------------------------------------------------- | --- |
|              | HIER ARBEITETE ALFRED HIRSCH JG. 1897 "SCHUTZHAFT" 1938 BUCHENWALD UNFREIWILLIG VERZOGEN 1939 BERLIN DEPORTIERT 1942 RIGA ERMORDET 29.10.1942    | Ludwig-Würkert-Straße 2, Ecke Neumarkt (vormals Albertstraße 2) Lage | Alfred Hirsch wurde am 25. März 1897 in Graudenz, Westpreußen, geboren. Er wurde Kaufmann. 1926 heiratete er in Leipzig Charlotte geb. Messerschmidt. Sie stammte aus Zschopau, wo ihre Mutter ein renommiertes Kleiderhaus führte. Er zog zu seiner Frau und stieg im März 1928 als Teilhaber in den Familienbetrieb ein. Am 31. August 1937 starb seine Schwiegermutter und er wurde Alleininhaber des Geschäfts, welches er jedoch bereits im Juni 1938 an Rudolph und Gertraud Ritter vermieten musste. Aufgrund der gesetzlichen Diskriminierungen und der antisemitischen Stimmung konnten jüdische Unternehmer praktisch kaum mehr Geschäfte machen. Alfred Hirsch und seine Frau verließen Zschopau und übersiedelten nach Chemnitz. Dort wurde er nach den Novemberpogromen des Jahres 1938 verhaftet und in das KZ Buchenwald verschleppt. Er kam zwar frei, aber das Paar fühlte sich nicht mehr sicher in Chemnitz. Die Eheleute übersiedelten nach Berlin. Schließlich wurden auch noch seine Frau und deren Schwestern im Jahr 1939 zum Verkauf des Elternhauses weit unter Wert gezwungen. Der letzte Wohnsitz des Ehepaars war im Haus Niebuhrstraße 64 in Berlin-Charlottenburg. Am 26. Oktober 1942 wurden Alfred Hirsch und seine Ehefrau mit dem 22. Osttransport von Berlin nach Riga in Lettland deportiert. Unmittelbar nach der Ankunft am 29. Oktober 1942 wurden sie in einen Wald getrieben und erschossen. |
|              | HIER ARBEITETE CHARLOTTE FRANZISKA HIRSCH GEB. MESSERSCHMIDT JG. 1899 UNFREIWILLIG VERZOGEN 1939 BERLIN DEPORTIERT 1942 RIGA ERMORDET 29.10.1942 | Ludwig-Würkert-Straße 2, Ecke Neumarkt (vormals Albertstraße 2) Lage | Charlotte Franziska Hirsch geb. Messerschmidt wurde am 4. März 1899 in Berlin geboren. Ihre Eltern waren der Kaufmann Isaak Messerschmidt (1858–1907) und Agnes geb. Primo (1868–1937). Sie hatte eine Schwester Erna (1890–1956). Harry Primo (1867–1935), ein Cousin von Agnes, betrieb von 1888 bis 1898 im Nachbarhaus (Bernhard Eisenberg) ebenfalls ein Textilwarengeschäft, er war der Großvater des bekannten Schriftstellers Helmut Flieg, besser bekannt als Stefan Heym (1913–2001). Die Familie Messerschmidt übersiedelte 1902 von Berlin nach Zschopau, wo der Vater ein großes Geschäft für Damen-, Herren- und Kinderbekleidung eröffnete. Der Vater kaufte auch das Haus Albertstraße 2, in dem sich das Geschäft befand. Er starb 1907 und seine Witwe führte mehr als zwanzig Jahre das Kleiderhaus. 1926 heiratete Charlotte Messerschmidt den Kaufmann Alfred Hirsch in Leipzig. Ihr Ehemann kam nach Zschopau und stieg im März 1928 als Teilhaber in den Familienbetrieb ein. Am 31. August 1937 starb Charlottens Mutter. Sie wurde neben ihrem Ehemann am Jüdischen Friedhof von Chemnitz bestattet. Wenig später musste das Ehepaar Hirsch das Geschäft vermieten, sie verließen Zschopau und übersiedelten nach Chemnitz. Dort wurde Adolf Hirsch nach den Novemberpogromen des Jahres 1938 verhaftet und in das KZ Buchenwald verschleppt. Er kam zwar frei, aber das Paar fühlte sich nicht mehr sicher in Chemnitz. Die Eheleute übersiedelten nach Berlin. Schließlich wurden die beiden Schwestern 1939 vom NS-Regime auch noch gezwungen, ihr Elternhaus weit unter Wert zu verkaufen. Am 26. Oktober 1942 wurden Charlotte Hirsch und ihr Ehemann mit dem 22. Osttransport von Berlin nach Riga in Lettland deportiert. Unmittelbar nach der Ankunft am 29. Oktober 1942 wurden sie in einen Wald getrieben und erschossen. Die Shoah überleben konnten die Schwester, der Schwager Joseph Karmann und deren Sohn, Heinz Joachim, geboren 1921. Sie flüchteten 1940 nach Shanghai und von dort weiter in die Vereinigten Staaten, nach Los Angeles. Restitution war vierzig Jahre lang nicht möglich. 1996 wurde das Haus Heinz Joachim Karmann rückerstattet. |
|              | HIER WOHNTE ELFRIEDE MOTULSKI GEB. LUCHTENSTEIN JG. 1892 DEPORTIERT 1942 BELZYCE AUSCHWITZ ERMORDET                                              | Lange Straße 19, Ecke Neumarkt Lage                                  | Elfriede Rosa Motulsky geb. Luchtenstein wurde am 15. Januar 1892 in Wurzen geboren. Ihre Eltern waren Hermann Luchtenstein (geb. 1850) und Rosa Luchtenstein geb. Landsberger (geb. 1854). Elfriede heiratete Emil Motulsky. Ihr Ehemann betrieb in Zschopau am Neumarkt Ecke Lange Straße ein Geschäft für Manufaktur-, Kurz-, Woll- und Weißwaren. Das Paar hatte vier Kinder: Werner (geb. 1920), Gerda (1922–2018), Steffie (1926–1991) und Ludwig (1928–1943), auch Lutz genannt. Nach der Machtergreifung Hitlers und der NSDAP im Januar 1933 wurde das Leben der Juden in Deutschland Schritt für Schritt immer unerträglicher. Das Ehepaar konnte die drei älteren Kinder in Sicherheit bringen. Im Zuge der Novemberpogrome 1938 wurden die Schaufenster beider jüdischen Geschäfte von Zschopau eingeschlagen, die des Kleiderhauses Messerschmidt & Co. und der Laden von Emil Motulsky. An eine Fortführung des Geschäfts war nicht zu denken, das Ehepaar verließ mit dem jüngsten Sohn die Stadt. Da sie kein Geld mehr hatten, mussten sie in ein sogenanntes Judenhaus in Chemnitz ziehen. Am 10. Mai 1942 wurde Elfriede Motulsky gemeinsam mit Mann und Sohn Ludwig verhaftet und nach Belzyce deportiert. Mutter, Vater und Sohn wurden ermordet – der Sohn in Belzyce, die Eltern entweder in Belzyce, Auschwitz oder Majdanek, die Quellen sind widersprüchlich. Glücklicherweise konnten ihre drei anderen Kinder überleben, sie wanderten später nach Israel aus. |
|              | HIER WOHNTE EMIL MOTULSKI JG. 1887 DEPORTIERT 1942 BELZYCE AUSCHWITZ ERMORDET                                                                    | Lange Straße 19, Ecke Neumarkt Lage                                  | Emil David Motulsky wurde am 8. Juni 1887 in Angerburg geboren. Seine Eltern waren Elias Motulsky (1848–1916) und Ernestine Dina geb. Loewin (1853–1911). Er hatte neun Geschwister, acht Brüder und eine Schwester. Er betrieb ein Geschäft für Manufaktur-, Kurz-, Woll- und Weißwaren und heiratete Elfriede Luchtenstein. Das Paar hatte vier Kinder: Werner (geb. 1920), Gerda (1922–2018), Steffie (1926–1991) und Ludwig (1928–1943), auch Lutz genannt. Nach der Machtergreifung Hitlers und der NSDAP im Januar 1933 wurde das Leben der Juden in Deutschland zunehmend unerträglich. Zwar konnte das Ehepaar die drei älteren Kinder in Sicherheit bringen, doch wurden im Zuge der Novemberpogrome 1938 die Schaufenster seines Geschäfts eingeschlagen und Inventar zerstört. An eine Fortführung des Geschäfts war nicht zu denken, das Ehepaar verließ mit dem jüngsten Sohn die Stadt. Sie mussten sie in ein sogenanntes Judenhaus in Chemnitz ziehen. Am 10. Mai 1942 wurden Emil Motulsky, seine Ehefrau und sein jüngster Sohn nach Belzyce deportiert. Emil David Motulsky, seine Frau und sein Sohn wurden ermordet – der Sohn in Belzyce, die Eltern entweder in Belzyce, Auschwitz oder Majdanek, die Quellen sind widersprüchlich. Die drei älteren Kinder konnten im Exil überleben |
|              | HIER WOHNTE LUDWIG MOTULSKI JG. 1928 DEPORTIERT 1942 BELZYCE ERMORDET                                                                            | Lange Straße 19, Ecke Neumarkt Lage                                  | Ludwig Motulsky, genannt Lutz, wurde am 26. Juni 1928 in Zschopau geboren. Er war das jüngste Kind von Emil Motulsky und Elfriede geb. Luchtenstein. Er hatte drei Geschwister, die alle rechtzeitig in Sicherheit gebracht werden und daher überleben konnten. Während der Novemberpogrome 1938 wurde das Geschäft des Vaters zerstört und die Familie musste Zschopau verlassen. Sie zogen in ein sogenanntes Judenhaus in Chemnitz. Am 10. Mai 1942 wurde Lutz Motulsky gemeinsam mit Vater und Mutter nach Belzyce deportiert und dort vom NS-Regime ermordet. Auch seine Eltern wurden im Zuge der Shoah ermordet. Ein zweiter Stolperstein für Ludwig Motulsky wurde in Chemnitz in der Zschopauer Straße 74 verlegt. |

## Verlegungen
- 3. November 2009: Lange Straße 19
- 8. Mai 2013: Ludwig-Würkert-Straße 2

Es gibt starke Bindungen der Nachfahren der Familie Motulsky zu Zschopau. Bei der Verlegung des Jahres 2009 waren mehr als hundert Personen anwesend.